# WINDS (satelita)
WINDS (Wideband InterNetworking engineering test and Demonstration Satellite, znany również jako Kizuna) – japoński satelita telekomunikacyjny, wyniesiony na orbitę okołoziemską 23 lutego 2008 za pomocą rakiety nośnej H-IIA z Centrum Lotów Kosmicznych Tanegashima. Jego zadaniem będzie umożliwienie superszybkiego dostępu do Internetu dla japońskich użytkowników prywatnych i biznesowych, za pomocą sygnałów pasma Ka. Ma również pomóc w rozwoju przyszłościowych technologii komunikacyjnych. Jest częścią japońskiego programu i-Space, kierowanego przez JAXA i NICT.
JAXA ogłosiła, że będzie w stanie umożliwić użytkownikom domowym dostęp do Internetu z szybkością 155 Mb/s przy użyciu talerzy satelitarnych o średnicy 45 centymetrów lub nawet z szybkością 1,2 Gb/s przy użyciu anten o średnicy 5 metrów.
Satelita posiada masę startową około 4850 kg, zredukowaną do 2750 kg na orbicie. Rozmiary satelity to 8 m x 3 m x 2 m, a rozpiętość jego paneli słonecznych wynosi 21,5 metra. Ma trójosiową stabilizację, przewidywany czas działania to 5 lat.